# Коцев, Пшемахо Тамашевич
Пшемахо Тамашевич Коцев (кабард.-черк. Куэцэ Тӏэмаш и къуэ Пщымахуэ; 12 [24] апреля 1884, Сармаково, Нальчикский округ, Терская область, Российская империя — 8 января 1962, Стамбул, Турция) — один из видных политических деятелей на Северном Кавказе в 1917—1920 годах. Председатель правительства Северо-Кавказской (Горской) Республики (1918—1919).

## Биография
Родился 12 апреля 1884 года в селе Бабуково (ныне Сармаково) Нальчикского округа Терской области Российской империи, в семье кабардинского уорка (дворянина) Коцева Тамаши Хусиновича.
Начальное образование получил в городе Пятигорск. В 1905 году продолжил учёбу в Новороссийской гимназии, которую успешно окончил.
В 1910 году окончил юридический факультет Санкт-Петербургского университета с вручением диплома первой степени со всеми правами, предусмотренными общим уставом императорских российских университетов.

## Политическая деятельность

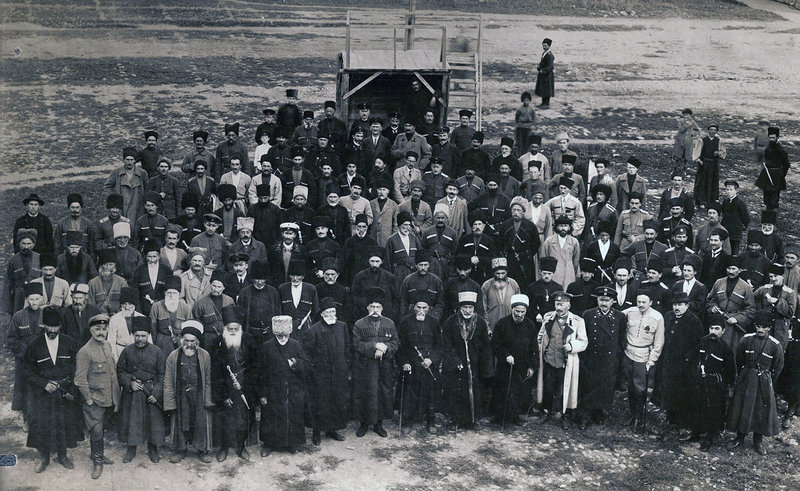
II съезд Союза горцев Северного Кавказа. Сентябрь 1917 года. Владикавказ. В первом ряду, второй справа, стоит Коцев

С 22 ноября 1910 года начал работать в качестве судебного чиновника в городе Екатеринодаре (ныне Краснодар), где занимал поприще в разных рангах, начиная с младшего кандидата до присяжного поверенного Новочеркасского округа города Екатеринодар и т. д.
Являлся активным участником общественно-политических событий на Северном Кавказе и одним из организаторов национально-освободительного движения горских народов, ставшего последствием февральской буржуазно-демократической революции, Октябрьской революции, Красного и Белого террора, Гражданской войны и т. д.
В Октябрьской революции и Красном терроре участия не принял, так как был активным сторонником не допущения возрастания большевистского влияния на Кавказе. Позже, в белогвардейском движении и в Белом терроре также не принял участия, являясь активным сторонником недопущения вторжения войск Деникина на территорию Горской Республики.
С марта 1917 года входил в состав Нальчикского гражданского исполнительного комитета, созданном как орган Временного правительства в Кабарде и активно выступал против втягивания Северного Кавказа в Гражданскую войну (1917—1921).
Черкесы постановили войти федеративным политическим обществом в состав Юго-Восточного Союза (вместе с казаками и т. д.), в правительство которого были избраны от горцев — Пшемахо Коцев и другие. Кроме того, Пшемахо Коцев был одним из семи представителей черкесов в Кубанской Законодательной Раде.
Однако, Горская Республика к весне 1918 года оказалась отрезанной от кубанских казаков, сначала войсками большевиков, а после частями Добровольческой армии (во главе с Деникиным), которые были вынуждены силой оружия повторно «покорять Кавказ», чтобы сохранить единство империи.
11 мая 1918 года, после того как на Батумской конференции была провозглашена независимость Горской (Северо-Кавказской) Республики, Пшемахо Коцев был назначен министром внутренних дел Горской Республики, (главой правительства был избран Тапа Чермоев).
26 ноября 1918 года Пшемахо Коцев участвовал в переговорах с представителями Антанты (в лице англичан) в городе Баку, где англичане отложили процесс своего признания Горской Республики (до Парижской мирной конференции), но предложили Пшемахо Коцеву сформировать новое коалиционное правительство.
10 декабря 1918 года уполномоченные представители со стороны терских казаков — К. И. Сапронов и Ф. И. Киреев, и Тапа Чермоев и Пшемахо Коцев со стороны Горской республики, заключили Договор о вхождении казаков и крестьян Терского края в Союз горских народов Кавказа, в качестве равноправного члена Союза и об объединении военных усилий для борьбы с большевиками, причём главнокомандование передавалось бы представителю Антанты, со стороны англичан. Другой целью договора являлось «пресечение разбоев и грабежей, разорительных для населения и служащих причиной постоянных столкновений между отдельными группами населения».
15 декабря 1918 года Тапа Чермоев подал в отставку, а Пшемахо Коцев был избран Председателем правительства Горской Республики.

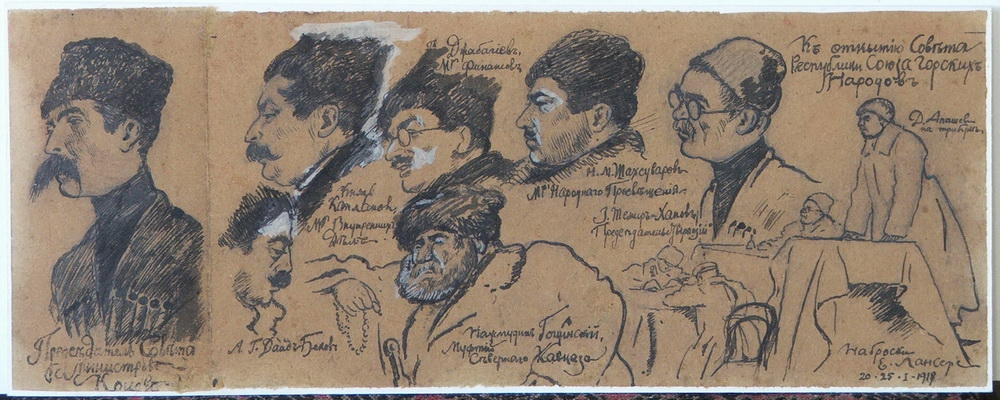
Коцев (слева) на наброске портретов участников горского съезда в Темир-Хан-Шуре. Январь 1919. Автор — Евгений Лансере

В начале 1919 года, Пшемахо Коцев встречался с А. И. Деникиным в городе Грозный, где был вынужден отклонить ультимативные требования Деникина о роспуске Горской республики. После серии безуспешных переговоров с деникинским (белогвардейским) командованием правительство Пшемахо Коцева обратилось к Антанте и Парижской Мирной конференции с официальным осуждением враждебных действий армии Деникина, но и это не помогло.
22 марта 1919 года это всё привело к отставке правительства Пшемахо Коцева. Однако Парламент Республики переизбрал его и поручил сформировать новое правительство. Второе правительство Пшемахо Коцева оказалось в ещё более тяжелых условиях, чем первое. Белогвардейские армии с боями продвигалась в глубь Горской республики. Никакие дипломатические меры воздействия через Антанту, не остановили Деникина. Народы входящие в Республику начали с оружием в руках защищать свою независимость, но возрастанию масштаба войны за независимость помешала большевистская пропаганда. Внутри правительства Республики возникли две малочисленные оппозиционные силы, одна боялась пробелогвардейских сил и предлагала сближение с ними, другая пропагандировала большевистские идеи. Если большевистская угроза была ещё не ясна, то деникинские войска уже уничтожали республику. Видя, что вторгнувшаяся деникинская армия многократно превосходит силы Горской Республики, правительство не видело перспективы в кровопролитии. Поэтому вскоре правительство Пшемахо Коцева солидарно подало в отставку. Ему было предложено сформировать новое правительство, но он категорически отказался.
После занятия Северного Кавказа белогвардейцами Коцев вместе с министром юстиции Таджуддином Пензулаевым был арестован деникинцами. Но после ходатайства деникинского правителя Осетии генерала Якова Хабаева генералам В. П. Ляхову и Н. Н. Баратову арестованные были отпущены.
2 сентября 1919 года при его активном участии, в Тифлисе был создан Союзный Меджлис горских народов Кавказа, ставший центром притяжения антибольшевистских и антиденикинских сил на Кавказе.
В марте 1920 года эмигрировал в Тифлис. 18 октября 1920 года сторонники Врангеля добились у грузинского правительства ареста Пшемахо Коцева под предлогом контактов с Кемаль-пашою, но позже был отпущен.
В конце 1920 года эмигрировал в Турцию, где позже написал исторические труды : «Революция и советизация на Северном Кавказе», «Северный Кавказ: страницы из истории борьбы за свободу и независимость» и др.
24 января 1922 года в сводке иностранного отдела ВЧК — дело № 541, имелись сведения, что в Комитете освобождения горских народов Северного Кавказа участвует Пшемахо Коцев.
В 1923 году в Стамбуле Ахмедхан Аварский, бывший белогвардейский офицер, и Пшемахо Коцев учредили торговую фирму «Анатолий». Фирма пыталась оказать материально-техническую помощь повстанцам (во главе с Гоцинским) на Северном Кавказе. Советская власть считала, что там Пшемахо Коцев сотрудничал с различными антибольшевистскими эмигрантскими комитетами. После ликвидации большевиками восстания Гоцинского в сентябре 1925 года, Пшемахо Коцев прекратил какое-либо участие в вооружённой борьбе против Советской власти.
Умер 8 января 1962 года и похоронен в Стамбуле, на кладбище Фийкуре.

## Публицистика
В годы учёбы в Санкт-Петербурге, П. Коцев стал корреспондентом журнала «Мусульманин», издававшегося в Париже группой черкесов во главе с Хаджетлашем (Магомет-Бек).
В разных периодических изданиях появлялись его статьи по истории Кабарды, подписанные под литературным псевдонимом П. Кабардей.
Из известных публикаций тех лет, наибольшее внимание современников получили — «Земельные неурядицы в Кабарде», «Народное образование в Кабарде», «Духовно-религиозные нужды мусульман Терской и Кубанской областей», «Черкесы и воинские повинности» и др.

## Семейное положение
Будучи адвокатом в Екатеринодаре, он женился на русской девушке, дочери инженера Новороссийского цементного завода. В 1920 году у них родилась дочь — Заира. После миграции в Турцию, брак был расторгнут.
Находясь в эмиграции в Турции, женился на дочери черкесского мухаджира — Люце Мисаковой.

## Память
Правозащитный центр КБР предлагает перезахоронить Пшемахо Коцева на его Родине, то есть в родном селе Сармаково или в городе Нальчик